# سید قطب‌الدین محمد نیریزی
سید قطب‌الدین محمد حسینی نیریزی (زاده ۱۱۰۰ قمری، نی‌ریز، فارس - درگذشته ۱۱۷۳ قمری، نجف، عراق) صوفی شیعه، از حکما و عرفای نامدار و برجسته ایرانی و سی‌ودُومین قطب سلسله ذهبیه در دوره صفوی و متأخر از صدرالمتألهین است. تمام تاریخ‌نویسان نام او را محمد و لقب وی را قطب‌الدین ذکر کرده‌اند. وی نخست در وطن خویش به تحصیل پرداخت سپس به شیراز و اصفهان رفت و از استادان بزرگی همچون ملاشاه محمد دارابی کسب فیض نمود و در زمینه‌های مختلف دینی و خصوصاً عرفان اسلامی آثار ارزشمندی از خویش به جای گذاشت. میرزا محمد هاشم درویش شیرازی (داماد و جانشین وی در سلسله ذهبیه) و آقامحمد بیدآبادی برجسته‌ترین شاگردان سلوکی وی بودند. وی علاوه بر داشتن جایگاهی والا در تاریخ عرفان شیعی، از مهم ترین و تأثیرگذارترین اندیشمندان سیاسی اواخر دوره صفویه بود.

## تولد و نسب
سید قطب‌الدین محمد نیریزی در سال ۱۱۰۰ قمری (۱۶۸۹ میلادی) در نی‌ریز، شهرستان نی‌ریز، استان فارس به دنیا آمد. مورخان نیز محل تولد او را نی‌ریز ذکر کرده‌اند. تاریخ دقیق تولد او در هیچ یک از زندگی‌نامه‌ها ذکر نشده است، اما با توجه به مقدمه کتاب وی قصیده عشقیه می‌توان دریافت که در حدود سال ۱۱۰۰ قمری اتفاق افتاده است. نسب او با ۲۶ واسطه از سیدان و بزرگان دین، به علی بن حسین زین‌العابدین (امام چهارم شیعیان) می‌رسد. همچنین نسب او با ۲۸ واسطه از طریق پدرش به علی بن ابی‌طالب (اولین امام شیعیان) می‌رسد. مادرش از خاندان موسوی بود، لذا نسب سید قطب‌الدین محمد نیریزی از جانب مادر به موسی کاظم (امام هفتم شیعیان) می‌رسد.

## زندگی و تحصیل
از دوران کودکی سید قطب‌الدین محمد نیریزی اطلاع دقیقی در دست نیست. به احتمال زیاد تا نوجوانی در زادگاهش زندگی می‌کرده و در آنجا با ادبیات عرفانی آشنا شده است. پس از آن به شیراز و اصفهان رفته و نزد علمایی چون ملاشاه محمد دارابی (متوفی ۱۱۴۰ قمری)، علوم فقه، حدیث، حکمت و غیره را فرا گرفته است. سپس به کسب علوم الهی و معنوی روی آورده و در حدود بيست سالگی‌اش، دانش و علوم معنوی را نزد شیخ علی‌نقی اصطهباناتی (متوفی ۱۱۲۹ قمری) فرا گرفته است. وی علوم و معارف الهی را نزد شیخ علی‌نقی اصطهباناتی که از بزرگان و اقطاب سلسله ذهبیه (فرقه صوفیه شیعه) در آن زمان بود، کسب کرد. همچنین سید قطب‌الدین محمد نیریزی داماد شیخ علی‌نقی اصطهباناتی نیز بود.
پس از وفات شیخ علی‌نقی اصطهباناتی، سید قطب‌الدین محمد نیریزی پیشوای شرعی سلسله ذهبیه (به اصطلاح قطب فرقه) و مروج آن و عهده‌دار ارشاد و راهنمایی پیروان شد. وی تا اواخر دهه ۱۱۳۰ قمری به تحصیل و کسب علوم دینی نزد علما و بزرگان علم و عرفان آن زمان ادامه داد و با اینکه در آن زمان قطب سلسله ذهبیه بود، کسب علم را رها نکرد. سید قطب‌الدین محمد نیریزی برای تکمیل تحصیلات خود در ادبیات عرب، فقه، حدیث و حکمت به شیراز مهاجرت کرد. گفته می‌شود در سال‌های ۱۱۲۵ و ۱۱۲۶ قمری در مسجد جامع شیراز به تدریس علوم دینی و عرفانی می‌پرداخته است. احتمالاً در این دوره -بین سالهای ۱۱۲۶ تا ۱۱۲۸ قمری- شروع به شاگردی نزد ملاشاه محمد دارابی و ملاّ محمد على سكّاكى شيرازى (متوفی اواسط قرن ۱۲ قمری) کرده است. پس از آن عازم نجف شد. از آنجایی که سید قطب‌الدین محمد نیریزی در سال ۱۱۲۹ قمری در کوفه بوده، باید در حدود سال ۱۱۲۸ قمری به عراق رفته باشد. به گفته خود سید قطب‌الدین محمد نیریزی، وی در سال ۱۱۲۹ قمری در مسجد کوفه با سید هاشم بحرانی ملاقات کرد و شیفته علم و کمالات او شد و برای مدتی به شاگردی او مشغول گشت.
سید قطب‌الدین محمد نیریزی، چنانکه خودش در برخی از آثارش گفته است، پس از مدتی به ایران بازگشت و در سال ۱۱۳۰ قمری در قزوین بوده است. در قزوین نزد میر ابراهیم قزوینی (متوفی ۱۱۴۴ قمری) شاگردی را آغاز کرد. سید قطب‌الدین محمد نیریزی علاوه بر تحصیل، نسخه خطی دعای صباح را که میر ابراهیم قزوینی به خط کوفی نوشته بود، نسخه برداری کرد و کتاب «منظومه صرفيه و نحويه علويه» خود را نیز در آنجا تنظیم و تکمیل کرد. پس از آن عازم مشهد مقدس شد و در آنجا با میر محمد تقی خراسانی (متوفی ۱۱۳۸ قمری) ملاقات کرد. پس از مدتی به همراه میر محمد تقی خراسانی از مشهد به اصفهان آمد. سید قطب‌الدین محمد نیریزی باید قبل از حمله افغان‌ها یعنی قبل از ۱۱۳۴ قمری وارد اصفهان شده باشد. زیرا علاوه بر اینکه بیشتر منابع از حضور سید قطب‌الدین محمد نیریزی در اصفهان پیش از آن تاریخ یاد کرده‌اند، وی مدتی نیز در اصفهان نزد ملا محمد صادق اردستانی (متوفی ۱۱۳۴ قمری) کسب علم کرده است. به هر حال در حدود سالهای ۱۱۳۱ و ۱۱۳۲ قمری وارد اصفهان شد و از محضر ملا محمد صادق اردستانی و آقا خلیل اصفهانی (متوفی ۱۱۳۶ قمری) استفاده کرد و تا اوایل دهه ۱۱۴۰ قمری در آنجا زندگی کرد. او در سیاست نیز تبحر داشت، از جمله نامه‌ای به شاه سلطان حسین نوشته و او را از وضعیت و خطرات موجود آگاه ساخته و حمله افغان‌ها را نیز پیش بینی کرده بود. علاوه بر این، چنانکه خود وی نیز اشاره کرده، در شهرهای اصفهان، شیراز، قزوین و کاشان نزد بسیاری از علما و استادان آن روزگار به کسب علم و شاگردی پرداخته است.
سید قطب‌الدین محمد نیریزی در یکی از سخت‌ترین، پرتلاطم‌ترین و بحرانی‌ترین دوران صفویه در اصفهان زندگی می‌کرده است. بنابر آنچه در کتاب‌هایش گفته، معلوم است که او سال‌ها پس از اشغال اصفهان توسط افغان‌ها در آنجا زندگی می‌کرده است. او از نجات خود و خانواده‌اش از بلایا گفته، از فتح مجدد اصفهان و ورود شاه تهماسب دوم (سلطنت	۱۷۲۸ – ۱۷۳۲) که در سال ۱۱۴۱ قمری اتفاق افتاده نیز سخن به میان آورده است. بنابراین می‌توان گفت که وی تا حدود سال ۱۱۴۲ قمری در اصفهان بوده است. سپس از اصفهان به شیراز بازگشت و حدود دو دهه در آنجا زندگی کرد - یعنی تا اوایل دهه ۱۱۶۰ قمری. در آنجا به نوشتن و تالیف مشغول بود، شاگردانی نیز داشت، موعظه می‌کرد و آنها را راهنما بود. در این مدت به زادگاهش نی‌ریز سفر کرد و گفته می‌شود مدتی در آنجا نیز به تدریس می‌پرداخته است. احتمالاً به دلیل آشفتگی اوضاع در شیراز در سالهای ۱۱۵۶ تا ۱۱۵۸ قمری، سید قطب‌الدین محمد نیریزی مدتی به جزیره خارگ رفته است.
او در اوایل دهه ۱۱۶۰ قمری -احتمالاً در سال ۱۱۶۳ قمری- عازم نجف و در سال ۱۱۶۳ یا ۱۱۶۴ قمری به آن شهر رسیده است. سید قطب‌الدین محمد نیریزی باقی عمر خود را در نجف ماند. در آنجا به شعرسرایی و آموزش و تربیت شاگردان مشغول بود. می‌گویند شب‌ها در آنجا جلساتی برپا می‌کرد و اسرار عرفانی را برای مشتاقان می‌گفت. او بیشتر آثار خود را در نجف نوشته است.

## شاگردان وی
سید قطب‌الدین محمد نیریزی شاگردان زیادی تربیت کرده است که برجسته‌ترین آنها عبارتند از:
- سید مهدی بن مرتضی بن سید محمد بروجردی، معروف به «بحرالعلوم»
- محمد هاشم درویش ذهبی شیرازی،[۲۷] وصی معنوی و نماینده سید قطب‌الدین محمد نیریزی، سی و سومین قطب سلسله ذهبیه
- ملا محراب گیلانی[۲۸][۲۹][۳۰][۳۱]، نماینده سید قطب‌الدین محمد نیریزی در اصفهان و عراق
- آقا محمد بیدآبادی[۳۲][۳۳]، عالم و عارف مشهور اواخر قرن دوازدهم قمری
- محمدباقر عبدالصالح شیرازی
- شیخ احمد احسایی
- شیخ جعفر نجفی، معروف به «خاتم المجتهدین»
- میر محمد علی کاشانی اصم
- شیخ محمد احسایی
- ملا محمد واعظ بیات لبیب، از مرتاضین معروف
- سید علی، پسر ارشد سید قطب‌الدین محمد نیریزی
- لطفعلی خان خراسانی
- سید محمد نجفی
- تقی خان، حاکم فارس
- میرزا محمد اخباری نیشابوری

## آثار
نوشته‌های او تا قبل از صوفی شدنش همه از بین رفته است. اما از تألیفات وی که مربوط به دوران تصوف و مراحل کمال معنوی اوست، می‌توان به موارد زیر اشاره کرد (بیشتر به زبان عربی و برخی به فارسی):
- فصل الخطاب: با نامهای حکمة العارفین، الحکمه العلویه، الحکمه الموهبیه، الحکمه الاحمدیه یا الحکمه النبویه نیز شناخته می‌شود. در باب توحید.[۳۸][۳۹] شامل سه هزار بیت شعر عربی درباره عرفان است.[۴۰] این کتاب شامل یک مقدمه، سیزده تمحید و یک خاتمه است. در هر تمحید بابی از کلیات مسائل الهی تعریف و تبیین شده است. بازنشر به صورت چاپ سنگی در تهران در سال ۱۳۳۴ شمسی.
- كنز الحكمه[۴۱][۴۲][۴۳]: مشتمل بر هفت مقدمه و هجده بصائر است که مسئله وحدت وجود و کیفیت ارکان هفتگانه قلب و شرح عروج سالک به درجات انسانی و برخی دیگر از مباحث تاریخی و مفید عرفانی را بیان می کند.[۴۴] بازنشر به صورت چاپ سنگی در تهران در سال ۱۳۳۴ شمسی.
- شمس الحكمه[۴۵]: این اثر در قالب «قصیده لامیه» در نود و شش بیت به زبان عربی، شامل تحقیق در بیان قرآن و رد حکمت فیلسوفان مادی و اثبات وجود حقیقی و حقیقت وجود ازلی است. در سال ۱۳۳۴ شمسی در سلماس بازنشر شده است.
- مصباح الولايه[۴۶]: به نام انوار الولایه هم شناخته می‌شود. به صورت قصیده همزه‌ایه و حدود پنج هزار و دویست بیت در شرح حدیث عمران صابی. نسخه خطی آن به شماره ۱۲۷۸ در کتابخانه ملی ملک نگهداری می‌شود.
- قصیده عشقيه[۴۷][۴۸][۴۹][۵۰][۵۱][۵۲][۵۳][۵۴]: در بیان اطوار حقیقت عشق در قلوب مردان الهی به صورت قصیده‌ای مشتمل بر چهارصد بیت و در ده اشاره در مورد حقیقت عشق و حقیقت وجود هستی و خلقت انسان و خلافت الهی چهارده معصوم و درجات كمال انسانی و اينكه علم و عمل مدارج عشق است. بازنشر به صورت چاپ سنگی در شیراز در سال ۱۳۲۶ شمسی.
- صفير العارفين: منظومه‌ای است عربی درباره حقیقت عشق و اهمیت آن.[۵۵]
- رساله در معارف الهى: این رساله شامل دوازده تحمید در معارف الهی و توحید و نفی اشتراک لفظی و معنوی از حق است. مملو از آیات قرآن و احادیث است. این اثر مشتمل بر پانصد و هفتاد و دو بیت عربی است. نسخه خطی این کتاب به شماره ۱۲۷۸ کتابخانه ملی ملک و شماره ۴۸۸۹ کتابخانه مجلس شورای اسلامی به ثبت رسیده است.
- منظومه صرفيه و نحويه علويه: درباره چگونگی زبان عربی. قسمت صرف آن مشتمل بر هزار و چهارصد و بیست و سه بیت است. قسمت مهموز و معتل آن را فرزندش سید علی به پایان رسانده است که مشتمل بر صد و شصت و هشت بیت است. بقیه مربوط به عوامل صدگانه نحوی است که سیصد و بیست بیت است.
- رساله‌ای است عربی[۵۶]: در بیان وحدت حقیقیه حق تعالی و نفی اشتراک لفظی و معنوی به مشرب عرفای الهی. تجدید چاپ در شیراز در سال ۱۳۵۲ شمسی.
- قصيده ابداعيه[۵۷][۵۸]: صد و هفتاد و دو بیت در بحث صدور فیض از باری تعالی و مراتب وجود. به شماره ثبت ۴۸۸۹ کتابخانه مجلس شورای اسلامی و شماره ۳۶۴ در کتابخانه مرکزی دانشگاه تهران.
- رساله افاضه روحيه[۵۹][۶۰]: به صورت نثر عربی در سه افاضه درباره حقیقت روح کلی و تعداد ارواح و مراتب نفس و قلب و عقل و جنبه‌های علمی و عملی آن و مراتب هفت گانه دل به تفصیل. ترجمه و چاپ مجدد در تهران در سال ۱۳۳۱ قمری.
- انوار الولايه: به نظم فارسی در مدح پیامبر اسلام (ص) و امیرالمومنین علی (ع). همچنین در مورد خودشناسی و ترغیب به ترک دنیای مادی و تشویق به فراگیری علوم الهی و دوری از علوم رسمی. این کتاب شامل هزار و ششصد و هفتاد بیت است که تاکنون تنها چند بیت از آن یافت شده است.[۶۱]
- رساله منهج التحرير[۶۲][۶۳]: به نظم فارسی در مورد توحید، هم‌وزن مخزن‌الاسرار نظامی گنجوی، مشتمل بر ۲۵۸ بیت است که در شیراز بازنشر شده است.
- شرح و ترجمه منظوم دعاى مبارک صباح[۶۴]: سید قطب‌الدین محمد نیریزی دعای صباح را بر اساس نسخه خطی که به خط امیرالمؤمنین علی(ع) بوده، تنظیم کرده است. به گونه‌ای که معنای هر جمله از دعا در یک رباعی گنجانده شده است. دیباچه عربی بر آن دعا و شرحش نیز نوشته است.[۶۵]

برای سید قطب‌الدین محمد نیریزی علاوه بر آثار گفته شده، نوشته‌های دیگری نیز ذکر شده است. از جمله:
- ارجوزه در شرح حدیث حضرت علی علیه السلام[۶۸][۶۹]: درباره فساد اُمّت.
- ارجوزه‌ای در اصول فقه[۷۰][۷۱]
- منظومه مختصر فارسی در اصول دین[۷۲]
- طب الممالک: رساله‌ای است در بیان علت فساد حکومت و اعتراض به حکومت وقت. به زبان عربی نوشته شده است. نسخه‌ای از آن در مجموعه شماره ۲۲۶۴ کتابخانه مسجد اعظم قم موجود است.[۷۳][۷۴]
- مفرح القلوب[۷۵][۷۶]: منظومه‌ای در عوامل صدگانه نحو.
- نظم اللئالی: قصیده‌ای در علم صرف همراه با شواهد عرفانی.
- نور الهدایه[۷۷][۷۸][۷۹][۸۰][۸۱]
- اُرجوزة في التوحيد: شعر به زبان عربی در وصف امام علی (ع).[۸۲][۸۳]
- أرجوزة في الفقه والاُصولين والموازين الشرعية[۸۲][۸۴]
- بدايع الحكم: مکاتبه‌ای است به نثر و نظم، شبیه به مناجات.[۸۲][۸۵]
- ترجمه منظوم غزلى از شيخ فريد الدين عطار نيشابورى: به عربی است.[۸۲][۸۶]
- جام جهان نما: به فارسی درباره توحید و مراتب وجود به سبکی عرفانی.[۸۲]
- خبرُ سقوط النجم في دار عليّ عليه السلام: داستان فرود آمدن ستاره در خانه مولا على عليه‌السلام بر اساس روايات مذهبى و به زبان عربى.[۴۰][۸۷]
- ديوان قطب ذهبى[۴۰][۸۸]
- رساله عرفانى: رساله‌ای است فارسی در مقام و مرتبه پیامبر اسلام به سبکی عرفانی.[۴۰][۸۹]
- رسالة عرفانية: رساله‌ای است در نظم و نثر عربی که علاوه بر مطالب، روایاتی از کتاب کافی، عیون الاخبار، نهج‌البلاغه و الاحتجاج نقل کرده است.[۴۰][۹۰]
- الروحية القدسية: در آن از روح به صورت عرفانی بحث می‌کند و به زبان عربی است.[۴۰][۹۱]
- شرح دعاء الصباح: مؤلف در این رساله دعای صباح را نقل کرده و به زبان عربی به اختصار توضیح داده است.[۴۰][۹۲]
- كتاب في الحكمة[۷۳][۹۳]
- اللئالي المنثورة: اُرجوزه‌اى است در شرح حديثی از امام علی (ع) در سیصد و هفتاد بیت.[۷۳][۹۴]
- المرجان و الياقوت: منظومه‌اى است به عربى درباره نحو.[۹۵][۹۶]
- منظومة في اُصول الدين: رساله کوتاه فارسی درباره اصول دین.[۹۵][۹۷]
- نامه‌اى به شيخ الاسلام محمد شفيع: به عربی است.[۹۵][۹۸]
- وجوديه: به فارسی است.[۹۵][۹۹]
- الوسائل: چهارده قطعه مناجات در تضرّع و توسّل به درگاه بارى تعالى به زبان عربى.[۱۰۰][۱۰۱]

## وفات
سید قطب‌الدین محمد نیریزی در دهه آخر عمر به نجف رفت و بقیه عمر را در آنجا گذراند. سرانجام در ۱۸ شعبان ۱۱۷۳ قمری (۵ آوریل ۱۷۶۰ میلادی) در آنجا درگذشت و در قبرستان وادی‌السلام به خاک سپرده شد.